# Reprezentacja Szwajcarii na Mistrzostwach Świata w Narciarstwie Klasycznym 2007
Reprezentacja Szwajcarii na Mistrzostwach Świata w Narciarstwie Klasycznym 2007 liczyła 22 sportowców. Najlepszym wynikiem było 1. miejsce Simona Ammanna w skokach narciarskich na dużej skoczni.

## Medale

### Złote medale
Simon Ammann − duża skocznia indywidualnie HS 134

### Srebrne medale
Simon Ammann − normalna skocznia indywidualnie HS 100

### Brązowe medale
Brak

## Wyniki

### Biegi narciarskie mężczyzn
Sprint
- Christoph Eigenmann - 33. miejsce

Sprint drużynowy
- Christoph Eigenmann, Remo Fischer - 14. miejsce

Bieg na 15 km
- Curdin Perl - 29. miejsce
- Gion Andrea Bundi - 34. miejsce
- Toni Livers - 38. miejsce
- Remo Fischer - 46. miejsce

Bieg na 30 km
- Toni Livers - 9. miejsce
- Gion Andrea Bundi - 27. miejsce
- Curdin Perl - 30. miejsce

Bieg na 50 km
- Reto Burgermeister - 41. miejsce

Sztafeta 4 x 10 km
- Reto Burgermeister, Toni Livers, Curdin Perl, Gion Andrea Bundi - 10. miejsce

### Biegi narciarskie kobiet
Sprint
- Seraina Mischol - 14. miejsce
- Laurence Rochat - 25. miejsce

Sprint drużynowy
- Seraina Mischol, Laurence Rochat - 14. miejsce

Bieg na 10 km
- Silvana Bucher - 25. miejsce
- Seraina Boner - 41. miejsce
- Natascia Leonardi Cortesi - 54. miejsce

Bieg na 30 km
- Laurence Rochat - nie ukończyła

Sztafeta 4 x 5 km
- Seraina Mischol, Laurence Rochat, Seraina Boner, Silvana Bucher - 9. miejsce

### Kombinacja norweska
Sprint HS 134 / 7,5 km
- Ronny Heer - 18. miejsce
- Andreas Hurschler - 23. miejsce
- Seppi Hurschler - 28. miejsce
- Ivan Rieder - 30. miejsce

HS 100 / 15.0 km metodą Gundersena
- Seppi Hurschler - 17. miejsce
- Ronny Heer - 21. miejsce
- Andreas Hurschler - 24. miejsce
- Ivan Rieder - 43. miejsce

Kombinacja drużynowa
- Ronny Heer, Andreas Hurschler, Seppi Hurschler, Ivan Rieder - 5. miejsce

### Skoki narciarskie
Normalna skocznia indywidualnie HS 100
- Simon Ammann - 2. miejsce
- Andreas Küttel - 5. miejsce
- Michael Möllinger - 40. miejsce
- Guido Landert - 49. miejsce

Duża skocznia indywidualnie HS 134
- Simon Ammann - 1. miejsce
- Andreas Küttel - 19. miejsce
- Guido Landert - 40. miejsce

Duża skocznia drużynowo HS 134
- Simon Ammann, Michael Möllinger, Guido Landert, Andreas Küttel - 7. miejsce